# Franz Joseph von Arens
Franz Joseph Freiherr von Arens (* 7. Juni 1779 in Arnsberg; † 1. April 1855 in Darmstadt) war ein deutscher Jurist und Politiker.

## Herkunft und Ausbildung
Arens wurde als Sohn eines Kaufmanns und Bürgermeisters als Franz Joseph Arens geboren. Er besuchte das Gymnasium Laurentianum in Arnsberg. Nach dem Studium der Rechtswissenschaften in Marburg und Gießen wurde er 1803 in Gießen zum Doktor der Jurisprudenz promoviert.

## Karriere

### Universität
Franz Joseph Arens lehrte nach seiner Promotion als Privatdozent, ab 1804 als außerordentlicher und seit dem 10. Dezember 1808 als ordentlicher Professor für kanonisches Recht. Letztendlich hatte er die erste Professur des Rechts und das Seniorat der Juristenfakultät inne. Seit dem 3. Februar 1821 war er als Nachfolger seines Schwagers Karl Ludwig Wilhelm von Grolman Kanzler der Universität Gießen. Bei allen weiteren Ämtern, die er wahrnahm, nahm er immer seine Funktionen an der Universität Gießen als Professor wahr.

### Verwaltung
1810 wurde er zum Kirchen- und Schulrat, 1818 zum Rat am Oberappellationsgericht Darmstadt und 1821 zum Mitglied der Mainzer Zentraluntersuchungskommission ernannt. 1833 wurde er Mitglied des Staatsrates des Großherzogtums.

### Rechtsprechung
Zum 26. Juni 1821 wurde er Direktor, zum 24. Juli 1825 Präsident des Hofgerichts Gießen. Hintergrund war wohl, dass er aufgrund seiner Ämterhäufung die Aufgaben des Chefs des Gerichts nicht voll ausfüllen konnte. So wurde er mit dem Titel eines Präsidenten versehen und gleichzeitig Konrad Dietz zum Direktor und Stellvertreter des Präsidenten ernannt, der dann faktisch die Geschäfte führte. 1833 wurde von Arens zweiter Präsident des Oberappellationsgerichts Darmstadt, womit er seine Präsidentschaft im Hofgericht Gießen aufgeben musste. Am 30. April 1841 wurde er Präsident des Oberappellationsgerichts Darmstadt.

### Politik
Gemäß der Verfassung des Großherzogtums Hessen war er ab 1820 in seiner Eigenschaft als Kanzler der Universität Gießen Mitglied der Ersten Kammer der Landstände des Großherzogtums Hessen. 1838 wurde er auf Lebenszeit zum Mitglied der Ersten Kammer ernannt. 1848 war Arens Mitglied des Vorparlaments. Er vertrat konsequent das monarchische Prinzip.

## Ehrungen
Arens wurde am 25. August 1827 in den erblichen Freiherrenstand des Großherzogtums Hessen erhoben. 1821 wurde er Geheimrat, 1834 wirklicher Geheimrat.